# Alfred Fatou
Alfred Fatou,  né le 7 juin 1862 à Quimper et mort à Paris le 11 avril 1929, est un officier de Marine français. 
Entré en 1878 à l'École navale, il effectue une carrière en Extrême Orient et devient pendant la Première Guerre mondiale Commandant de la Marine en Indochine. 

## Biographie
Alfred Fatou naît à Quimper le 7 juin 1862. Il est le fils d'Alfred Fatou et d'Appoline Rivet, propriétaires du manoir de Suguensou en Esquibien,. D'une famille de marins, il est le cousin de Louis Fatou. Après des études au lycée de Brest, il rentre à l'École navale en 1878 et devient lieutenant de vaisseau en 1881. Il commence sa carrière en Algérie puis et breveté de l'Ecole Supérieure de la Marine, promotion 1897. 
En 1900, en service à Paris, il devient aide de camp du contre-amiral Charles Théobald Courréjolles, Commandant en chef la Division navale d'Extrême-Orient et du Pacifique occidental. C'est à cette occasion qu'il prend part à l’expédition française de Chine contre les Boxers, où il se fait notamment remarquer durant la quatrième bataille des forts de Taku (1900)
En 1901, il passe aide de camp du vice-amiral Amédée Bienaimé, chef d'État-Major général de la Marine.
Capitaine de Frégate en 1903, il commande l'aviso-torpilleur Léger et la 5e flottille de torpilleurs de la Méditerranée. Il est par la suite nommé capitaine de vaisseau en 1910 et commande le croiseur cuirassé Léon-Gambetta.
En 1917, il devient commandant de la Marine en Indochine à Saïgon. Il assure notamment la sécurité maritime de Singapour et du détroit de Malacca aux coté des forces britanniques. Au 1er janvier 1918, il est nommé chef d'État-Major du 2e arrondissement maritime à Brest. Alfred Fatou est par la suite versé dans le cadre de réserve le 7 juin 1918. Il meurt à Paris, à son domicile de la rue de Sèvres, le 11 avril 1929.

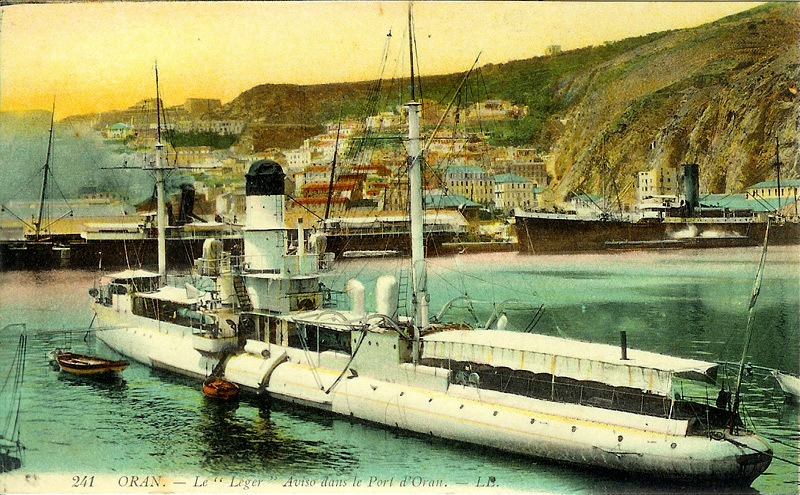
L'aviso-torpilleur Léger
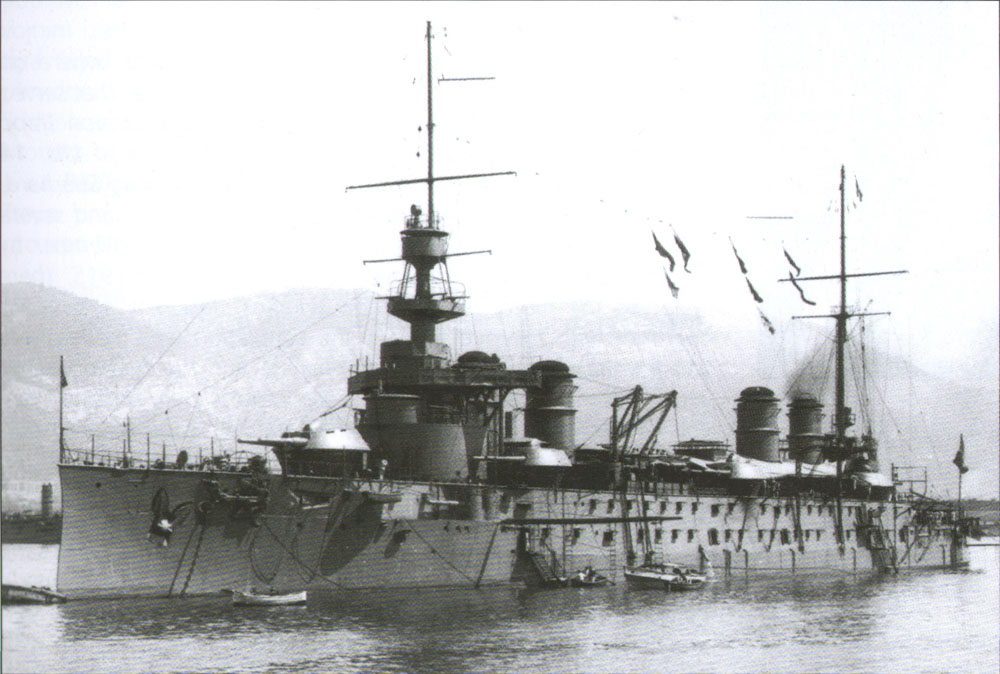
Le croiseur cuirassé Léon-Gambetta

### Famille
Il épouse le 2 juillet 1889 Madeleine Mondot dont il a 7 enfants. 
Alfred Fatou hérite de ses parents des terres et du manoir de Suguensou en Esquibien. 

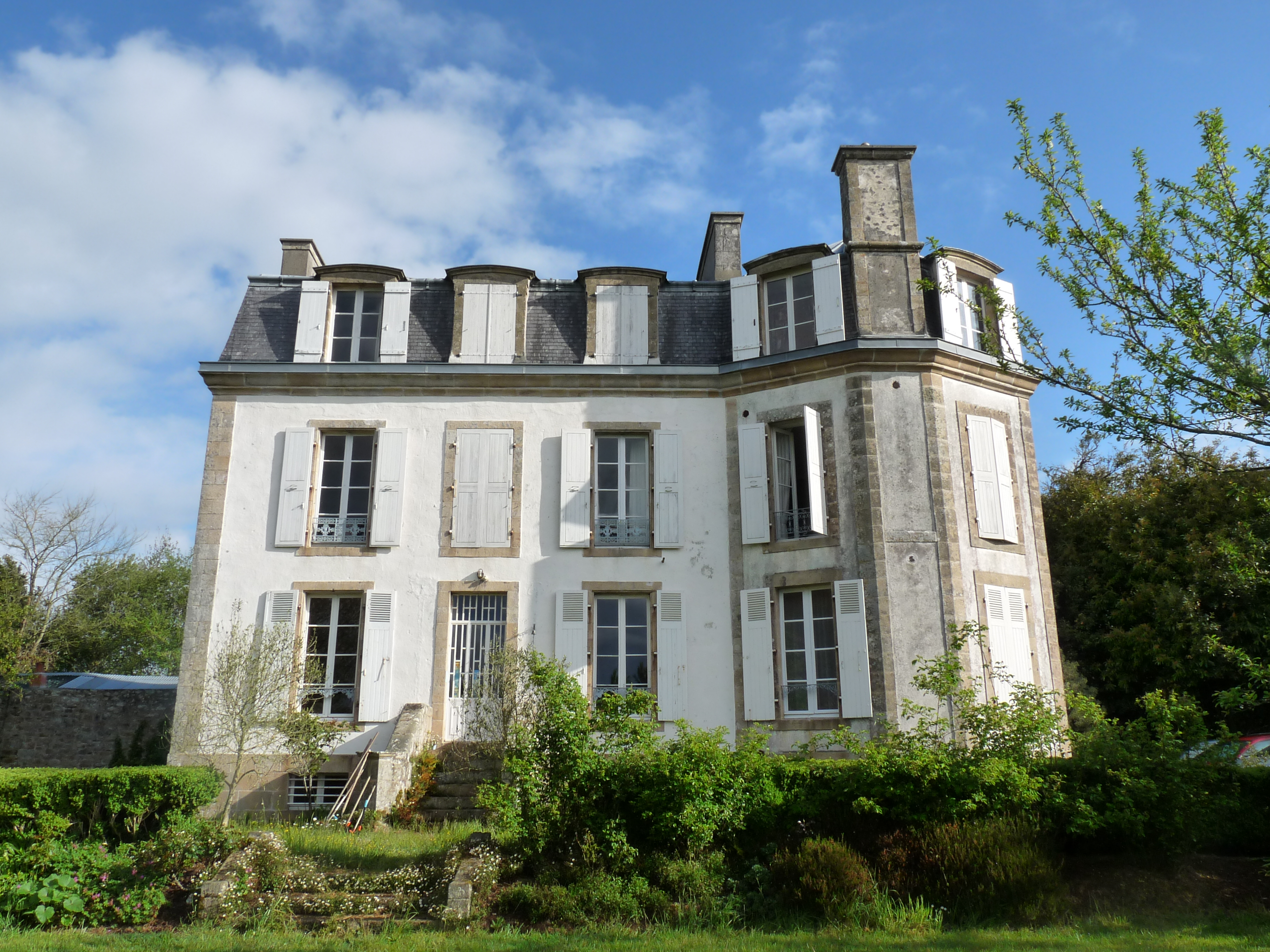
Le manoir de Suguensou en Esquibien (Finistère), propriété de la famille Fatou.

## Décorations
- Commandeur de la Légion d'honneur le 12 juillet 1918[3].
- Officier de l'ordre de la Couronne d'Italie

- Ordre du Service distingué[1]
- Officier de l'Ordre de Nichan Iftikhar
- Seconde classe de l'Ordre de Saint Stanislas de Russie
- 4ème classe de l'ordre du Trésor sacré
- Médaille commémorative de l'expédition de Chine (1901)